# 加布里埃尔·奥贝坦
加布里埃尔·奥贝坦（法語：Gabriel Obertan，1989年2月26日—），是一名法国足球运动员，司职中场，能出任右翼或左翼，2011年夏季从曼聯转会至另一支英超球隊纽卡斯尔联，現正效力保加利亞足球甲級聯賽球會索菲亞列夫斯基。

## 生平
奧巴坦在就讀於巴黎克兰风丹国立职业球员培训学校（Le Centre Technique National Fernand Sastre，一般稱為Clairefontaine）時被波尔多相中並羅致旗下，在預備隊磨練一季後，於2006年簽署為期三年的職業球員合約，並在2006/07年球季獲提升上一隊，取得26號球衣，於9月30日對瓦朗谢讷在最後15分鐘以替補身份首次在法甲登場，當時年僅17歲。2007年4月22日對聖伊天，奧巴坦於完場前射入個人首個入球，為波尔多鎖定2-0勝局。這球季奧巴坦獲得17次上陣機會，其中16次以後補身份出場。
翌季奧巴坦獲延長合約，但在領隊白蘭斯手上擁有眾多具經驗的球員，奧巴坦出場次數雖然增加到26場及射入2球，但仍主要以替補身份上陣。
2008/09年球季奧巴坦表現出色，在法國聯賽盃以4-2淘汰甘岡的賽事中，奧巴坦射入兩球；由於波尔多在聯賽爭標形勢吃緊，年青的奧巴坦難以取得上陣機會，白蘭斯於2009年1月決定在餘下球季將他外借到洛里昂汲取經驗。
2009年7月8日奧巴坦正式動筆簽約加盟英超曼聯，轉會費沒有透露，合約為期四年，但由於奧巴坦有微傷在身，將不會在季前隨隊進行「亞洲之旅」。
經過包括3-0大勝奧咸的處子戰等三場預備組聯賽上陣後，奧巴坦終於在2009年10月27日首次代表一隊出戰，曼聯最終在這場英格蘭聯賽盃第四圈的賽事輕取班士利2-0。奧巴坦期後亦在2009年10月31日於聯賽中首次披甲，當時他後備入替，最終球隊亦在主場擊敗布莱克本流浪者2-0。在同一週奧巴坦更獲得歐聯處子戰的機會。2009年11月3日，他在對莫斯科中央陸軍的賽事於82分鐘後備入替马凯达，賽事最終打成3-3平手。
奧巴坦雖然有隨同曼聯到美國參加季前熱身賽，但他於2011年8月9日轉投紐卡素，簽約五年，成為球隊新增第五名法語系的球員（25號球衣）。

## 外部連結
- 足球数据库：加布里埃尔·奥贝坦的球员统计数据
- 曼聯：球員簡歷
- L'Equipe.fr：球員簡歷（页面存档备份，存于）
- LFP：球員簡歷